# Wahlen in Palau 2020
Die Wahlen in Palau (General elections) wurden am 3. November 2020 im pazifischen Inselstaat Palau durchgeführt um den Präsidenten und den Olbiil Era Kelulau (National Congress) zu wählen.

## Wahlsystem
Der Präsident und Vizepräsident wurden durch eine Stichwahl (two-round system) ermittelt.
Die 16 Mitglieder des House of Delegates of Palau (Unterhaus) wurden in Wahlbezirken mit jeweils einem Kandidaten, basierend auf den Staaten von Palau gewählt nach der Mehrheitswahl (first-past-the-post voting). Die 13 Mitglieder des Senate of Palau wurden aufgrund eines einzigen landesweiten Wahlbezirks durch Plurality-at-large voting (block voting) ermittelt. Jeder Wähler erhielt dazu 13 Stimmen.

## Ergebnisse

### Präsident
Der erste Wahlgang wurde am 22. September 2020 mit vier Kandidaten durchgeführt. Der Amtsinhaber, Präsident Thomas Remengesau Jr., war nicht mehr wählbar, weil er die möglich Anzahl von Wiederwahlen erreicht hatte. Der Kandidat (und Schwager des Amtsinhabers) Surangel Whipps Jr. erreichte im ersten Wahlgang den ersten Platz, während Vice President Raynold Oilouch auf den zweiten Platz kam und sich so für die Stichwahl qualifizierte.
Nach der zweiten Wahl am 3. November erklärte sich Oilouch gegenüber Whipps bereits am 5. November geschlagen, nachdem alle Stimmen aus Palau gezählt worden waren, wobei Whipps eine Führung von 1.202 Stimmen errang. 2.000 Stimme von Auslands-Palauern waren zu der Zeit noch nicht ausgezählt. Die Palau Election Commission bestätigte die Endergebnisse am 17. November. 
Im ersten Wahlgang gingen 16.420 Stimmen ein und im zweiten Wahlgang 16.754.
| Kandidaten                            | Parteien          | 1. Wahlgang | 1. Wahlgang | 2. Wahlgang | 2. Wahlgang |
| Kandidaten                            | Parteien          | Stimmen     | %           | Stimmen     | %           |
| ------------------------------------- | ----------------- | ----------- | ----------- | ----------- | ----------- |
| Surangel Whipps Jr.                   | unabhängig        | 3.546       | 46,3        | 5.699       | 56,7        |
| Raynold Oilouch                       | unabhängig        | 1.984       | 25,9        | 4.351       | 43,3        |
| Johnson Toribiong                     | unabhängig        | 1.145       | 15,0        |             |             |
| Alan R. Seid                          | unabhängig        | 983         | 12,8        |             |             |
| Gesamt                                | Gesamt            | 7.658       | 100         | 10.050      | 100         |
|                                       |                   |             |             |             |             |
| Ungültige Stimmen                     | Ungültige Stimmen | 96          | 1,2         | 154         | 1,5         |
| Wähler                                | Wähler            | 7.754       | 47,2        | 10.204      | 60,9        |
| Wahlberechtigte                       | Wahlberechtigte   | 16.420      |             | 16.754      |             |
|                                       |                   |             |             |             |             |
| Quellen: MBJ., MVariety, Island Times |                   |             |             |             |             |

### Vizepräsident
Zur Wahl standen Uduch Sengebau Senior (5.112 Stimmen) und Frank Kyota (4.671 Stimmen). Ungültig waren 421 von 16.754 Stimmen.

### Senat
Im Senat traten alle Kandidaten als unabhängige an. 16.754 Personen waren stimmberechtigt, 10.204 Stimmen wurden abgegeben, 13 Sitze wurden vergeben.

#### Mitglieder des Senats
- Mason Whipps
- Steven Kuartei
- Andrew Tabelual
- Mark Rudimch
- Rukebai Inabo
- Hokkons Baules
- K. Topps Sungino
- T. J. Remengesau
- Umiich Sengebau
- Jonathan Isechal
- Kerai Mariur
- Cecilia Elbedechel
- Regis Akitaya

### House of Delegates
16.754 Personen waren stimmberechtigt, 10.204 Stimmen wurden abgegeben, 16 Sitze wurden vergeben.